# Blasiussegen

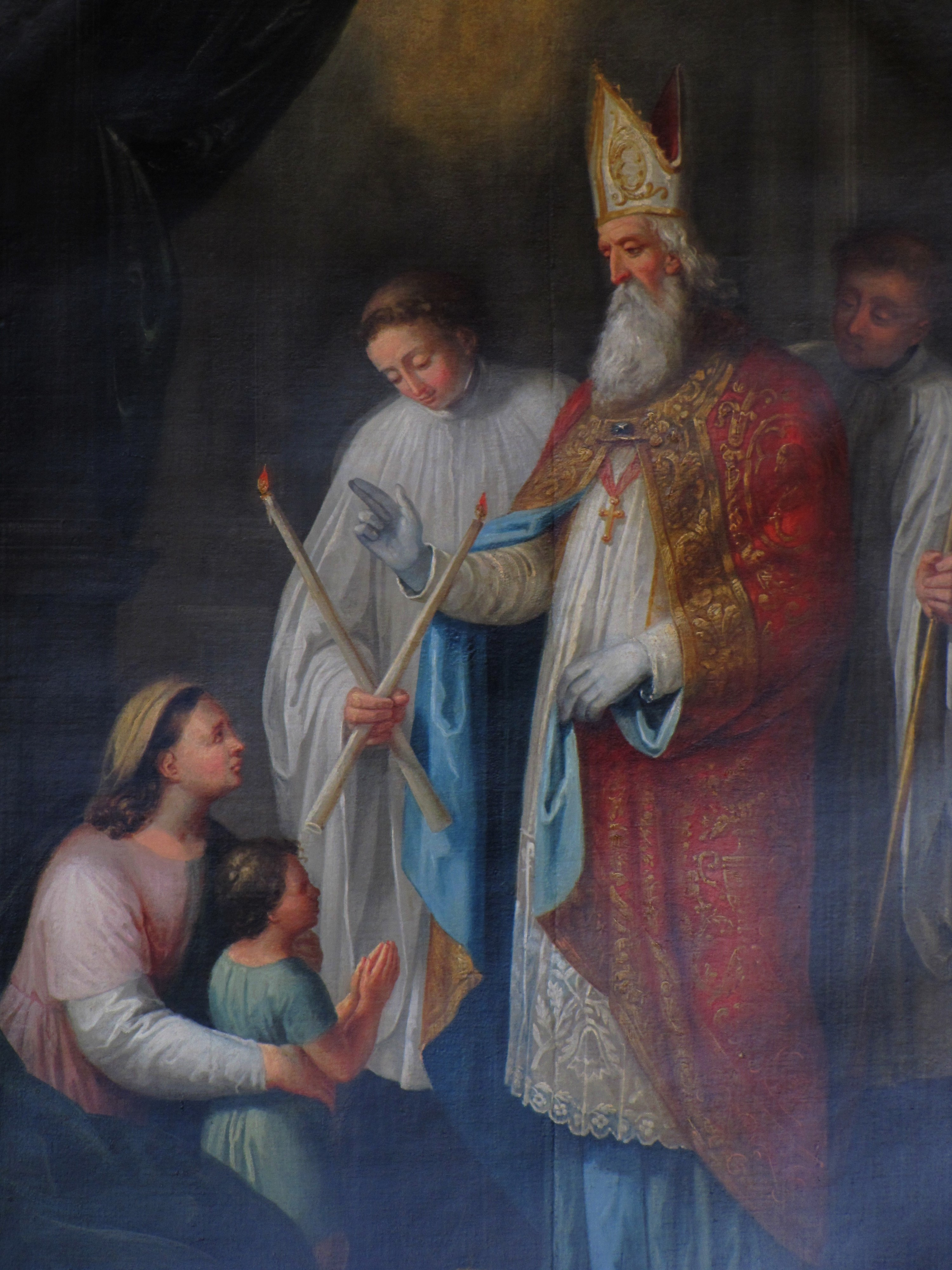
Die Spendung des Blasiussegens, Altarbild von 1740, das den hl. Blasius selbst bei der Segnung zeigt

Der Blasiussegen ist ein Sakramentale der katholischen Kirche. Er wird nach der heiligen Messe am Gedenktag des heiligen Blasius, dem 3. Februar, gespendet, traditionell oft auch schon tags zuvor im Anschluss an die heilige Messe des Festes Darstellung des Herrn (Mariä Lichtmess) und mancherorts zusätzlich am darauffolgenden Sonntag. Er kann auch in einem Wortgottesdienst gespendet werden.
Blasius von Sebaste war der Überlieferung zufolge Bischof von Sebaste in Kleinasien und erlitt 316 das Martyrium. Der Heilige zählt zu den vierzehn Nothelfern. Die bekannteste Erzählung über Blasius berichtet, wie er während seiner Gefangenschaft in einem römischen Gefängnis einem jungen Mann, der an einer Fischgräte zu ersticken drohte, das Leben rettete. Deshalb erteilt die Kirche den Blasiussegen zum Schutz gegen Halskrankheiten. Darin kommt das gläubige Vertrauen auf die Heilszusage Gottes gerade auch für das leibliche Wohlergehen des erlösungsbedürftigen Menschen zum Ausdruck. Die Spendung des Segens ist seit dem 17. Jahrhundert nachgewiesen. Bereits in einer von Aëtios von Amida im 6. Jahrhundert verfassten Sammlung medizinischer Texte findet sich der Blasiussegen als „Mittel“ gegen Halskrankheiten und verschluckte Fischgräten. Andere Segnungen am Blasiustag (wie die von Wasser, Brot, Wein und Früchten) sind heute nicht mehr gebräuchlich.
Die Spendung des Blasiussegens erfolgt durch einen Priester oder Diakon. Dabei werden vor dem Gläubigen zwei gekreuzte brennende Kerzen auf der Höhe des Halses gehalten. Der Segen aus dem Benediktionale lautet:
Auf die Fürsprache des heiligen Blasius bewahre dich der Herr vor Halskrankheit und allem Bösen. Es segne dich Gott, der Vater und der Sohn und der Heilige Geist.
oder:
Der allmächtige Gott schenke dir Gesundheit und Heil. Er segne dich auf die Fürsprache des heiligen Blasius durch Christus, unsern Herrn.
Seit 1999 gibt es im deutschsprachigen Bereich eine Sonderregelung für den Fall, dass die Mitwirkung eines Geistlichen bei der Spendung des Blasiussegens nicht möglich ist. Vom Bischof können dann Laien mit der Leitung von Segensfeiern beauftragt werden. Für Laien ist die Verwendung der zweiten Segensformel vorgeschrieben sowie der Verzicht der Segensgebärde, die ausnahmslos den geweihten Amtsträgern vorbehalten ist.
Der Gläubige antwortet mit Amen. Der Segen kann stehend oder kniend empfangen werden.